# Кало
Кало (шп. caló), други назив за жаргон којим говоре шпански Роми. Граматичка основа је у основи веома слична шпанском језику, док је лексика преузета из ромског језика. 
Роми углавном користе кало као језик дискреције, тајних договора и сл. Без обзира на то, неке од речи су ушле у шпански језик, кроз текстове фламенко песама, андалузијско наречје шпанског језика и жаргон криминалаца.

## Примери
- - човек
- - дечак
- - новац, паре
- или  - радити
- - одлично
- - стопала
- - хладно
- - беба

Речи овог говора могу имати различито значење; camelar на колоквијалном шпанском може значити завести, док у калоу значи исто што и шпанско желети и волети. Порекло ове речи лежи у санскриту, у речи kāma (волети, желети).